# Appellation d’Origine Contrôlée

Französisches AOC-Logo

Appellation d’Origine Contrôlée (abgekürzt AOC; französisch für etwa „kontrollierte Herkunftsbezeichnung“) war ein Schutzsiegel für bestimmte landwirtschaftliche Erzeugnisse aus Frankreich und der Schweiz, wie etwa Wein, Champagner, Calvados, Butter, Käse und Olivenöl. Es mündete endgültig 2014 in das EU-weit gültige System der geschützten Herkunftsbezeichnungen.

## Erteilung
Das Institut national de l’origine et de la qualité (INAO) erteilte die AOC-Rechte und entschied über alle damit zusammenhängenden Fragen.
Voraussetzung für die Erteilung des AOC-Zertifikates war die Einhaltung gewisser Kontrollbestimmungen:
- Die Herstellung muss durchgängig auf traditionelle Weise erfolgen.
- Die Zutaten müssen aus einem bestimmten geographischen Raum stammen und das Produkt muss in dieser Region hergestellt werden und zumindest teilweise gereift sein.
- Die Eigenschaften des Erzeugnisses müssen annähernd gleich bleibend sein und klar definierten Qualitätsstandards entsprechen.
- Die Herstellung wird streng überwacht und reguliert durch eine Kontrollkommission, die AOC-Standards zugrunde legt und selber einhält.

Unter französischem Recht war es verboten, Erzeugnisse unter AOC-geschützten Namen herzustellen oder zu verkaufen, wenn sie nicht die geforderten Bedingungen erfüllten. Nicht einmal Namensteile durften verwendet werden, was – da viele AOC-Namen einen Zusammenhang mit dem Herstellungsort erkennen lassen – zu der eigenartigen Situation führte, dass andere Hersteller am Ort ohne AOC-Zertifizierung auf ihren Produkten nur die Postleitzahl als Herkunftsangabe führen durften. Mit Ausnahme von Champagner wurden alle AOC-zertifizierten Erzeugnisse durch ein Siegel auf dem Etikett oder der Rinde (bei Käse) gekennzeichnet. Fehlte das Siegel, z. B. bei Bordeaux-Wein, dann war der AOC-Charakter des Weins, z. B. des Médoc, angegeben als „Appellation Médoc Côntrolée“, nicht etwa als „Médoc AOC“.

## Geschichte
Die Vorgeschichte des AOC-Siegels reicht bis ins 15. Jahrhundert zurück, als die Erzeugung von Roquefort durch ein Parlamentsdekret geregelt wurde.
1905 räumte ein erstes Gesetz die Möglichkeit ein, die Herkunftsgebiete bestimmter Produkte amtlich festzulegen. Qualitätsanforderungen waren dabei noch nicht vorgesehen. Ein weiteres Gesetz aus dem Jahr 1919 verwies die Kompetenz für diese Festlegungen an die Gerichte, was in vielen Regionen langwierige Rechtsstreitigkeiten zur Folge hatte. Am 30. Juli 1935 wurde per Gesetz das Institut INAO (Institut national des appellations d’origine des vins et des eaux-de-vie) gegründet, das über die Vergabe der AOC-Rechte und alle damit zusammenhängenden Fragen und Streitigkeiten entscheidet. Es überprüft die entsprechenden Bestimmungen, die dann vom Landwirtschaftsministerium in Paris per Dekret erlassen werden. Das Gesetz vom 2. Juli 1990 weitete schließlich die Kompetenzen des INAO auf alle landwirtschaftlichen Produkte aus.
Viele andere Länder nahmen das AOC-System zum Vorbild für eigene Qualitätssiegel, so Italien 1963 mit dem DOP (Denominazione d’Origine Protetta) und DOC (Denominazione di Origine Controllata), auch DOCG (Denominazione di Origine Controllata e Garantita), Spanien mit der Denominación de Origen, Portugal mit der Denominação de Origem Controlada, Österreich mit dem DAC (Districtus Austriae Controllatus) und Südafrika mit dem Wine of Origin.
In Europa mündeten die einzelnen nationalstaatlichen Systeme 1992 in das EU-weit gültige System der geschützten Herkunftsbezeichnungen, dem die einzelnen Ländersysteme inkl. in der Schweiz angeglichen wurden. Sie sind das Ergebnis einer EU-Reform zur gemeinsamen Ordnung der Märkte. Der Schutz besteht aus zwei Stufen: geschützte Ursprungsbezeichnung (g.U.) und geschützte geographische Angabe (g.g.A.) bzw. entsprechende Übersetzungen in den jeweiligen Amtssprachen der Europäischen Union. Bis 2014 galt eine Übergangsregel. Bis dahin durfte auch noch die alten Bezeichnung AOC benutzt werden.
Heute werden noch in Einzelfällen neben dem EU-System das AOC bzw. die anderen Systeme wegen des größeren Bekanntheitsgrades entweder parallel oder auch alternativ zur Kennzeichnung verwendet, aber das gemeinsame europäische System setzt sich allmählich durch.

## Erzeugnisse
Es gibt über 400 französische AOC-Weine (seit 2009 heißen sie AOP-Weine); sie machen rund 40 % der französischen Rebfläche und etwa 30 % des produzierten Weines aus (Liste siehe Weinbau in Frankreich).
Einer AOC (AOP) liegt der Terroir-Gedanke zugrunde: Der produzierte Wein muss eine klare abgrenzbare, auf seiner Herkunft beruhende Identität besitzen. Ferner muss sich in ihm die lokale Tradition widerspiegeln.
Das AOC-Siegel allein ist keine Garantie für höchste Qualität. In einigen Anbaugebieten wie beispielsweise Bordeaux sind neben der Appellation d’origine vor allem das Château und dessen Cru (= Gewächs) entscheidend. Die Crus Classés wurden im Jahr 1855 erstmals festgelegt und bezeichnen die Spitzengewächse der Region (siehe: Klassifikation in Bordeaux).
Neben dem Wein ist beim Käse in Frankreich wie in der Schweiz AOC ein wichtiges Vermarktungsmerkmal. Nur 46 (Stand 2022) der über 1000 französischen Käsesorten dürfen die kontrollierte Herkunftsbezeichnung AOP tragen, in der Schweiz sind es nur sieben. Daneben tragen unter anderem noch Calvados, Pommeau, Cidre, Poiré, beurre d’Isigny, Rheintaler Ribelmais, Eau de vie de poire du Valais, Abricotine, Cardon épineux genevois, Walliser Roggenbrot, Walliser Safran das Label.
Der Mirabellengeist von Lothringen wurde seit 1953 gemäß dem Statut der appellation d’origine réglementée (AOR) vertrieben. Da dieses bis 2014 gemäß EU-Beschluss verschwinden sollte, hat am 3. November 2011 das Nationalkomitee des Institut national de l’origine et de la qualité den Übergang zum Status des AOC zugestimmt. Es wurde ein Lastenheft für die Obsternte sowie dessen Lagerung und Verarbeitung ausgearbeitet. Das Statut soll für ein Gebiet von 1.260 Gemeinden gelten, die nach geologischen, klimatischen sowie historischen Kriterien ausgewählt wurden.

## AOC bei Schweizer Weinen
Im Jahr 1988 wurde für Schweizer Weine erstmals eine AOC-Regelung eingeführt. Das erfolgte für die Terroirs im Kanton Genf. Das Wallis und die Neuenburger Region folgten 1990, das Tessin 1997 (hier DOC genannt, Denominazione di origine controllata).
Die Auszeichnung mit der Appellation kann vom Kanton (beispielsweise AOC Valais) oder von der Gemeinde (beispielsweise AOC Yvorne) vergeben werden. Damit ein Wein dieses Prädikat erhalten kann, müssen vom jeweiligen Winzer strenge Produktionsrichtlinien erfüllt werden. Diese können in den Regionen differieren und sind in der Regel auf folgende Parameter orientiert: Bestockung, Dichte der Rebstöcke, Ertrag pro Quadratmeter, geringer Zuckergehalt (abgestimmt nach Rebsorte) sowie Verfahrensdetails bei der Herstellung. In den für Weinbau relevanten Kantonen sind hierzu Gesetze erlassen worden. Dabei werden auch nach Rot- und Weissweinen differenzierte Beschränkungen für die Erträge auf dem Quadratmeter festgelegt, um die erwünscht hohen Qualitätskriterien zu sichern.
Um die Spitze der Qualitätsweine deutlicher hervorzustellen, werden zusätzliche Attribute nach ergänzenden strengen Bestimmungen verliehen. Im Kanton Genf ist das AOC Premier Cru, im Kanton Wallis ist es AOC Grand Cru, und im Kanton Waadt werden sie in mehreren Abstufungen vergeben. Das Qualitätslabel des Tessins lautet „Viti“ und steht für Vini Ticinesi und kann nur an Merlot-Weine vergeben werden. Der Kanton Neuenburg ermöglicht kantonale, kommunale oder regionale Appellationen. In den Deutschschweizer Kantonen wurden auch AOC-Prädikate eingeführt, zunächst im Aargau, in Luzern, Schaffhausen und St. Gallen.
2020 wurden fast 6 Millionen Liter AOC-Wein zu Tafel- oder Landwein deklassiert, was vom Bund mit bis zu 2 CHF pro Liter entschädigt wurde.
Für Weine aus pilzwiderstandsfähigen Rebsorten (PIWI-Sorten) wird die Lizenz bis heute (Stand 2020) verweigert.